# Thecacoris lancifolia
Thecacoris lancifolia là một loài thực vật có hoa trong họ Diệp hạ châu. Loài này được Pax & K.Hoffm. miêu tả khoa học đầu tiên năm 1922.